# A kalász
A kalász (eredeti cím: Колосок, magyaros átírással Koloszok) 1982-ben bemutatott szovjet bábfilm, amely egy kakasról és két egérről szól.
A Szovjetunióban 1982-ben, Magyarországon 1986. december 27-én az MTV1-en vetítették le a televízióban.

## Szereplők
| Szereplő | Eredeti hang | Magyar hang    |
| -------- | ------------ | -------------- |
| Kakas    | N/A          | Deák B. Ferenc |
| Cini     | N/A          | Aldobói Kati   |
| Mini     | N/A          | Kovách Enikő   |